# Strike the Blood
Strike the Blood (ストライク・ザ・ブラッド, Sutoraiku za Buraddo) est une série de light novel écrite par Gakuto Mikumo et illustrée par Manyako. Elle est publiée par ASCII Media Works entre mai 2011 et août 2020 et comprend 25 tomes dont 3 proposant des histoires dérivées.
Une adaptation en manga dessinée par Tate est prépubliée entre juin 2012 et décembre 2016 dans le magazine Monthly Comic Dengeki Daioh d'ASCII Media Works. La version française est publiée par Kana depuis août 2014. Une série télévisée d'animation produite par le studio SILVER LINK. est diffusée pour la première fois entre octobre 2013 et mars 2014 sur AT-X au Japon et en simulcast sur J-One et Anime Digital Network dans les pays francophones. La suite de la série est adaptée en quatre saisons d'OAV.

## Synopsis
Strike the Blood suit l'histoire de Kojō Akatsuki, un lycéen vampire, et Yukina Himeragi, une jeune chamane épéiste, vivant au Japon sur l'île artificielle d'Itogami, également surnommée le District des Démons. Un traité y a été élaboré afin d'instaurer une paix entre les créatures surnaturelles et les humains ; les créatures surnaturelles sont obligées de rester dans l'enceinte des districts des démons pour des fins expérimentales. Yukina Himeragi est envoyée sur l'île afin de surveiller Kojō Akatsuki, suspecté d'être le 4e Primogéniteur, le vampire le plus puissant, qui pourrait menacer l'équilibre de ce traité sacré mis en place grâce à la collaboration des trois premiers Primogéniteurs…

## Personnages
Kojō Akatsuki (暁 古城, Akatsuki Kojō)
Voix japonaise : Yoshimasa Hosoya (ja)
Bien que Kojō soit en apparence humain, il est en fait un vampire extrêmement puissant : le quatrième Primogéniteur. Il éprouve des difficultés à contrôler sa soif de sang qui se déclenche dès qu'il ressent du désir, le faisant saigner du nez. Kojō éprouve des sentiments pour son amie d'enfance Asagi mais également pour Yukina, son observatrice. Kojō possède des pouvoirs comme la possibilité de se régénérer ou d'envoyer des attaques de foudre. Par sa nature de vampire, il peut invoquer les Familiers qui lui sont liés : en tant que quatrième Primogéniteur, il possède douze Familiers, qu'il parvient progressivement à contrôler à mesure qu'il suce du sang. Il peut devenir dangereux s'il est à court de sang. Il est immortel mais peut mourir dans le cas où son essence vitale viendrait à être consommée.
Yukina Himeragi (姫柊 雪菜, Himeragi Yukina)
Voix japonaise : Risa Taneda
Orpheline, Yukina a été achetée par l'Organisation du Roi Lion (獅子王機関, Shishiō kikan) et est devenue rapidement une « Chamane Épéiste » (剣巫, Kennagi), c'est-à-dire une mage spécialisée dans la lutte contre les créatures démoniaques. Elle est envoyée à Itogami en tant qu'observatrice du quatrième Primogéniteur, à savoir Kojō, et a donc pour mission de le surveiller continuellement et de le tuer si jamais il devient incontrôlable. Elle possède une arme magique appelée « Sekkarō » (雪霞狼, « Snowdrift Wolf » en anglais), qui possède le pouvoir d'annuler toute barrière et d'apaiser toute force démoniaque. Ayant vécu uniquement dans l'école relativement isolée de l'organisation, elle a un peu de mal à s'adapter à la vie citadine d'Itogami. Elle traite souvent Kojō de pervers voire d'obsédé, mais est secrètement amoureuse de lui.
Asagi Aiba (藍羽 浅葱, Aiba Asagi)
Voix japonaise : Asami Setō
Elle est une amie d'enfance de Kojō. Elle déteste Yukina qui est sa rivale pour l'amour de Kojō. Elle peut être gentille et souriante même si elle est très jalouse de la proximité entre Kojō et Yukina. Asagi est également une experte en informatique et en cybersécurité, ce qui l'amène à travailler régulièrement pour de grandes entreprises d'Itogami et même pour l'administration de l'île. Dans le monde du piratage, elle est appelée « la Cyber Impératrice ».
Motoki Yaze (矢瀬 基樹, Yaze Motoki)
Voix japonaise : Ryōta Ōsaka (ja)
Il est un ami d'enfance de Kojō dans la même classe que lui, toujours avec un casque audio. Il est en fait lui aussi mage et observateur et peut manipuler le vent et le son. Il sait que Asagi aime Kojō.
Nagisa Akatsuki (暁 凪沙, Akatsuki Nagisa)
Voix japonaise : Rina Hidaka
Elle est la petite sœur de Kojō et est gentille et généreuse. Elle est très bavarde avec les gens qui l'aiment et qu'elle apprécie. Elle a un faible pour les sucreries et ne perd jamais une occasion d'en réclamer à Kojō quand celui-ci sort le soir.
Sayaka Kirasaka (煌坂 紗矢華, Kirasaka Sayaka)
Voix japonaise : Ikumi Hayama
Comme Yukina, Sayaka a été élevée et éduquée par l'Organisation du Roi Lion, et a subi une formation similaire à celle de "Chamane épéiste". Elle tombe également amoureuse de Kojou mais le nie. Elle a été affectée à la surveillance de Dimitri Vattler, le vampire envoyé du Dominion.
Natsuki Minamiya (南宮 那月, Minamiya Natsuki)
Voix japonaise : Hisako Kanemoto
Natsuki est le professeur d'anglais de Kojō et un mage d'attaque renommé connu sous le nom de « Sorcière du Vide » (空隙の魔女, Kūgeki no majo). Son apparence est celle d'une écolière. Son costume typique est une robe noire gothique lolita et elle porte souvent un parasol noir ou un éventail pliable. En plus de ses fonctions d'enseignante, elle exerce diverses fonctions de sécurité et d'enquête pour l'île. Elle devient la gardienne d'Astarte et de Kanon Kanase, et la nourrice de Nina Adelard. En tant que sorcière, son esprit gardien est le Gardien d'or (黄金の守護者, Ōgon no shugosha) Rheingold (輪環王, Raingoruto).
Mogwai (モグワイ, Moguwai)
Voix japonaise : Shinji Kawada (ja)
Le partenaire virtuel d'Asagi qui l'assiste dans ses missions de piratage. Il est l'avatar des superordinateurs qui administrent l'île Itogami (絃神島, Itogami shima), mais son objectif plus profond est obscur.
Astarte (アスタルテ, Asutarute)
Voix japonaise : Yuka Iguchi
Une homonculus remarquable en ce qu'elle contrôle un familier, elle est arrivée sur l'île d'Itogami en tant que servante d'Eustach. Elle sert actuellement Minamiya en tant que femme de ménage. Elle exprime généralement peu d'émotions et n'est pas souvent bavarde.
Kanon Kanase (叶瀬 夏音, Kanase Kanon)
Voix japonaise : Kanae Itō
Une collégienne timide aux cheveux argentés, amie et camarade de classe de Nagisa et collectionneuse invétérée de chats sauvages. Elle est la fille illégitime du grand-père de La Folia, et donc de sa demi-tante et de la demi-sœur de Polifonia. Elle a été élevée au Japon. Elle est le sujet de l'expérience Angel Faux (模造天使, Enjeru Fō) de Kensei Kanase.
Dimitrie Vatler (ディミトリエ・ヴァトラー, Dimitorie Vuatorā)
Voix japonaise : Yūki Ono
Aussi connu sous son titre, « Lord Ardeal » (アルデアル公, Arudearu kō), il est un vampire et un représentant de l'Empire des seigneurs de la guerre (戦王領域, Sen'ō ryōiki) qui en devient l'ambassadeur sur l'île d'Itogami. En tant que vieux et puissant vampire disposant de trop de temps libre, il cherche constamment de puissants ennemis à combattre et s'interpose souvent dans des situations qui ne le concernent pas. Il est appelé avec dérision le « Charmeur de serpent » (蛇遣い, Hebitsukai) par certains qui le connaissent bien ; tous ses familiers connus sont des serpents.
Avrora Florestina (アヴローラ・フロレスティーナ, Avurōra Furoresutīna)
Voix japonaise : Kaori Ishihara
Quatrième Primogéniteur qui a passé ses pouvoirs à Kojō à sa mort. Un fragment de son âme, quelle que soit sa signification, persiste dans Nagisa et la possède parfois à des moments cruciaux. Elle contrôle le douzième familier.
La Folia Rihavein (ラ・フォリア・リハヴァイン, Ra Foria Rihavuain)
Voix japonaise : Saori Ōnishi (ja)
La princesse du royaume d'Aldegyr (アルディギア王国, Arudigia ōkoku) est une belle fille aux cheveux d'argent. Elle apparaît pour la première fois alors qu'elle est poursuivie par le producteur d'armes illicites Magus Craft au cours des expériences Angel Faux. Kanon est sa demi-tante.
Kensei Kanase (叶瀬 賢生, Kanase Kensei)
Voix japonaise : Yutaka Aoyama (ja)
Un chercheur magique et directeur de Magus Craft qui, après avoir adopté sa nièce Kanon, fait d'elle la pièce maîtresse de l'expérimentation Angel Faux. Il était auparavant un mage de cour à Aldegyr. Après son arrestation, il effectue des recherches sous le contrôle de l'IIMC.
Nina Adelard (ニーナ・アデラード, Nīna Aderādo)
Voix japonaise : Mai Nakahara
Un alchimiste maître de Kō et âgé de 270 ans environ. Son corps physique actuel, bien que proportionné, est de la taille d'une poupée.
Kiriha Kisaki (妃崎 霧葉, Kisaki Kiriha)
Voix japonaise : Yukiyo Fujii
« Black Sword Shaman » ou Rikujin shinkan (六刃神官) avec le Taishikyoku (太史局), une agence rivale du Roi Lion. Elle est à la fois antagoniste et alliée de Kojō avec son propre agenda. Sa lance, Richel Carré (リチエルカーレ, Richieru Kāre), possède la capacité de manipuler de l'énergie démoniaque.
Lydianne Didier (リディアーヌ・ディディエ, Ridiānu Didie)
Voix japonaise : Misaki Kuno
Une jeune informaticienne qui aime et admire Asagi, mais qui est également désireuse de la concurrencer. Elle s'appelle elle-même « pilote de char » (戦車乗り, Senshanori) et conduit un char rose. Sa famille exploite une grande entreprise industrielle.
Koyomi Shizuka (緋稲 古詠, Shizuka Koyomi)
Voix japonaise : Kana Ueda
Membre des Trois Saints (三聖, Sansei), dirigeants de l'Agence du Roi Lion. Une personne calme avec de longs cheveux tressés et des lunettes qui porte souvent une tenue de jeune fille sanctuaire, elle fréquente l'Académie de Saikai et entretient une relation apparente avec Motoki. Elle est souvent désignée par son nom de sort unique, « Paper Noise » (“静寂破り”, Pēpānoizu).
Rudolf Eustach (ルードルフ・オイスタッハ, Rūdorufu Oisutahha)
Voix japonaise : Kenta Miyake
Un diacre de combat (殲教師, Senkyōshi) de Lotharingie (ロタリンギア, Rotaringia), il est un combattant puissant et exorciste qui vient sur l'île Itogami pour récupérer une relique religieuse tirée de l'église. Il contrôle initialement Astarte jusqu'à leur défaite face à Kojō et Yukina.
Christoph Gardos (クリストフ・ガルドシュ, Kurisutofu Garudoshu)
Voix japonaise : Eizō Tsuda (ja)
Le thérianthrope (獣人, Jūjin), chef de la faction de l'Empereur de la mort noire (黒死皇派, Kokushikōwa) et ancien soldat de l'empire des seigneurs de la guerre.
Beatrice Basler (ベアトリス・バスラー, Beatorisu Basurā)
Voix japonaise : Satomi Arai
Une employée de Magus Craft. Une vampire, elle brandit une lance possédée par le familier Jabra.
Lowe Kirishima (ロウ・キリシマ, Rou Kirishima)
Voix japonaise : Yūki Hayashi
Thérianthrope, employé de Magus Craft et pilote de brousse.
Yūma Tokoyogi (仙都木 優麻, Tokoyogi Yūma)
Voix japonaise : Yumi Uchiyama
L'amie d'enfance de Kojō. Connue sous le nom de « Sorcière bleue » (蒼の魔女, Ao no majo), elle est un clone de sa mère Aya, conçue dans le but singulier de la libérer de la prison. Elle est apparemment membre de la Bibliothèque (図書館, Toshokan) mais n'est pas très active au sein de l'organisation. Son esprit gardien est Le Bleu (ル・ブルー, Ru Burū), le « Chevalier Bleu » (青の騎士, Ao no kishi).
Aya Tokoyogi (仙都木 阿夜, Tokoyogi Aya)
Voix japonaise : Mikako Takahashi
La mère de Yūma et la « Sorcière de Notaria » (ノタリアの魔女, Notaria no majo), elle a des sentiments forts au sujet de l'état des sorcières dans la société. Elle est emprisonnée derrière la barrière de prison de l'île d'Itogami. Elle était membre de la bibliothèque. Son esprit gardien est L'Ombre (ル・オンブル, Ru Onburu).
Meiga Itogami (絃神 冥駕, Itogami Meiga)
Voix japonaise : Natsuki Hanae
Seul condamné à s'évader derrière la barrière de la prison, il est un ancien adepte du Roi Lion et manie Fangzahn (ファングツァーン, Fangutsān), un prototype de lance qu'il a volé après sa libération.
Kō Amatsuka (天塚 汞, Amatsuka Kō)
Voix japonaise : Yūki Kaji
Homunculus alchimiste et l'apprenti de Nina Adelard.
« Wiseman » (“賢者”, Waizuman)
Voix japonaise : Taketora (ja)
Alchimiste mégalomane qui utilise Amatsuka Kō pour restaurer son corps.
Kazuomi Kusuki (久須木 和臣, Kusuki Kazuomi)
Voix japonaise : Shintarō Asanuma (ja)
Directeur du Blue Elysium resort et de la société de gestion de démons Kusuki-Elysée. Un chef de file éco-terroriste à temps partiel.
Mimori Akatsuki (暁 深森, Akatsuki Mimori)
Voix japonaise : Sanae Kobayashi
La mère de Kojō et Nagisa et cheffe de la recherche au département médical de Magna Ataraxia Research (MAR). Un médecin magique et Hyper adaptateur (過適応能力者, Haipā Adaputā), sa recherche implique Sybil, la Prêtresse apparente d'Abel.
Reina Akatsuki (暁 零菜, Akatsuki Reina)
Voix japonaise : Kana Asumi
Apparente fille de Yukina et de Kojō qui arrive de vingt ans dans le futur pour éliminer une bête artificielle et magique et apporter à Yukina un Sekkarō plus avancé.
Moegi Akatsuki (暁 萌葱, Akatsuki Moegi)
Voix japonaise : Minami Tsuda (ja)
Fille apparente d'Asagi et Kojō. Elle a exploité la machine à remonter le temps qui a renvoyé Reina Akatsuki.
Yume Eguchi (江口結眼, Eguchi Yume)
Voix japonaise : Nao Tōyama
Une jeune fille que Kojō rencontre dans une station de vacances. Elle est un succube avec une double personnalité et un grand pouvoir caché.
Polifonia Rihavein (ポリフォニア・リハヴァイン, Porifonia Rihavuain)
Voix japonaise : Mamiko Noto
Mère de La Folia et reine d'Aldegyr.
Lucas Rihavein (ルーカス・リハヴァイン, Rukasu Rihavuain)
Voix japonaise : Tetsu Inada
Père de La Folia et roi d'Aldegyr.
Trine Harden (トリーネ・ハルデン, Torīne Haruden)
Voix japonaise : Minami Takahashi
Therianthrope, séductrice terroriste et irrésistible de l'Empire de la mer du Nord (北海帝国, Hokkaiteikoku).
Hisano Akatsuki (緋 紗 乃つ き さ の, Akatsuki Hisano)
Voix japonaise : Kazue Komiya
Grand-mère de Kojō et Nagisa et puissante prêtresse.
Gajou Akatsuki (牙 城つ ょ う, Akatsuki Gajou)
Voix japonaise : Yasuyuki Kase (ja)
Père de Kojō et de Nagisa, ex-mari de Mimori.
Yuiri Haba (羽波 唯里, Haba Yuiri)
Voix japonaise : Sayaka Senbongi
Une Chamane Épéiste affiliée à l'organisation du Roi Lion.
Shio Hikawa (斐川 志緒, Hikawa Shio)
Voix japonaise : Kaede Hondo
Une Danseuse de guerre pour l'organisation du Roi Lion.
Iblisveil Aziz (イブリスベール・アズィーズ, Ibirisu Beru Azuizu)
Voix japonaise : Mutsumi Tamura
Ibliss est un noble vampire de l'empire des seigneurs de guerre qui se lie d'amitié avec Asagi et Lydianne. Il est également le 2e Primogéniteur.
Tatsumi Azama (安座真 達己, Azama Tatsumi)
Voix japonaise : Shō Hayami
Un major du régiment anti-mage de la JSDF (自衛隊員, Jieitai-in), ainsi que le Chevalier du dieu pécheur (咎神の騎士, Kyūshin no kishi) et chef du culte.
Mikage Okiyama (沖山 観影, Okiyama Mikage)
Voix japonaise : Shizuka Ishigami (ja)
Un lieutenant du régiment anti-mage de la JDSF ainsi qu'un Chevalier du culte du dieu pécheur.
Ueyanagi (上柳, Ueyanagi)
Voix japonaise : Daiki Hamano (ja)
Un lieutenant du régiment anti-mage de la JDSF ainsi qu'un Chevalier du culte du dieu pécheur.
Glenda (グレンダ, Grenda)
Voix japonaise : Misaki Watada (ja)
Une fille qui bascule entre une forme humaine et une forme de dragon, elle se lie profondément avec Yuiri après avoir été sauvée par elle.
Senga Takehito (千賀 毅人, Takehito Senga)
Voix japonaise : Kōsuke Toriumi
En coulisse, chef des terroristes du Tartarus Lapse (タルタロス・ラプス, Tarutarosu Rapusu).
December (ディセンバー, Disenbā)
Voix japonaise : Lynn
Le chef des terroristes du Tartarus Lapse, et de la même manière qu'Avrora, est liée à Kojō en tant que sceau partiel de son pouvoir et maître de son dixième familier.

### Autres personnages doublés
| Personnages            | Personnages            | Voix japonaises     |
| ---------------------- | ---------------------- | ------------------- |
| Tsukishima Rin         | Tsukishima Rin         | Mochizuki Rei       |
| Veresh Aradar          | Veresh Aradar          | Furukawa Makoto     |
| Carly                  | Carly                  | Akao Hikaru         |
| Broodt Dumblegraff     | Broodt Dumblegraff     | Hamada Kenji        |
| Gigliola Ghirardi      | Gigliola Ghirardi      | Hikasa Yoko         |
| Tobias Jagan           | Tobias Jagan           | Yanagita Junichi    |
| Shirona Kuraki         | Shirona Kuraki         | Sato Satomi         |
| Emma Meyer             | Emma Meyer             | Sakurai Harumi      |
| Octavia Meyer          | Octavia Meyer          | Asakura Azumi       |
| Rahn                   | Rahn                   | Haruno Anzu         |
| Rogi                   | Rogi                   | Horie Shun          |
| Kira Lebedev Voltisloa | Kira Lebedev Voltisloa | Matsuoka Yoshitsugu |
| Ryou Uchida            | Ryou Uchida            | Yamashita Daiki     |
| Leader                 | Leader                 | Watanuki Ryuunosuke |

## Productions et supports

### Light novel
Strike the Blood est une série de light novel écrite par Gakuto Mikumo et illustrée par Manyako entre 2011 et 2020. Les volumes reliés sont publiés au Japon par ASCII Media Works. Une version anglaise est publiée par Yen Press depuis 2015.

#### Liste des volumes

##### Strike the Blood
| no | Japonais                                                    | Japonais          | Japonais          |
| no | Titre                                                       | Date de sortie    | ISBN              |
| -- | ----------------------------------------------------------- | ----------------- | ----------------- |
| 1  | Seija no migiude (聖者の右腕)                               | 10 mai 2011       | 978-4-04-870267-6 |
| 2  | Sen'ō no shisha (戦王の使者)                                | 10 septembre 2011 | 978-4-04-870752-7 |
| 3  | Tenshi enjō (天使炎上)                                      | 10 février 2012   | 978-4-04-886274-5 |
| 4  | Aoki majo no meikyū (蒼き魔女の迷宮)                        | 10 juin 2012      | 978-4-04-886633-0 |
| 5  | Kansokusha-tachi no utage (観測者たちの宴)                  | 10 octobre 2012   | 978-4-04-886899-0 |
| 6  | Renkinjutsushi no kikan (錬金術師の帰還)                    | 10 février 2013   | 978-4-04-891407-9 |
| 7  | Enkō no yahaku (焔光の夜伯)                                 | 10 avril 2013     | 978-4-04-891555-7 |
| 8  | Gusha to bōkun (愚者と暴君)                                 | 10 juillet 2013   | 978-4-04-891750-6 |
| 9  | Kuro no kennagi (黒の剣巫)                                  | 10 octobre 2013   | 978-4-04-866023-5 |
| 10 | Kuraki shin ō no hanayome (冥き神王の花嫁)                  | 8 mars 2014       | 978-4-04-866428-8 |
| 11 | Tōbō no Dai yon shinso (逃亡の第四真祖)                     | 10 septembre 2014 | 978-4-04-866865-1 |
| 12 | Kyūshin no kishi (咎神の騎士)                               | 10 février 2015   | 978-4-04-869254-0 |
| 13 | Tarutarosu no bara (タルタロスの薔薇)                       | 10 juin 2015      | 978-4-04-865191-2 |
| 14 | Ōgon no hibi (黄金の日々)                                   | 10 novembre 2015  | 978-4-04-865503-3 |
| 15 | Shinso taisen (真祖大戦)                                    | 10 mai 2016       | 978-4-04-865944-4 |
| 16 | Yōen no seikishi (陽炎の聖騎士)                             | 10 décembre 2016  | 978-4-04-892547-1 |
| 17 | Oreta seisō (折れた聖槍)                                    | 9 juin 2017       | 978-4-04-892953-0 |
| 18 | Shinsetsu・Varukyuria no ōkoku (真説・ヴァルキュリアの王国) | 10 novembre 2017  | 978-4-04-893398-8 |
| 19 | Owaranai yoru no utage (終わらない夜の宴)                   | 10 novembre 2018  | 978-4-04-912101-8 |
| 20 | Saikai no kyūketsu-hime (再会の吸血姫)                      | 8 juin 2019       | 978-4-04-912517-7 |
| 21 | Jū ni to chi no jūshatachi (十二眷獣と血の従者たち)         | 10 janvier 2020   | 978-4-04-912957-1 |
| 22 | Akatsuki no gaisen (暁の凱旋)                               | 7 août 2020       | 978-4-04913268-7  |

##### Hors-séries
| no | Japonais                                                  | Japonais        | Japonais          |
| no | Titre                                                     | Date de sortie  | ISBN              |
| -- | --------------------------------------------------------- | --------------- | ----------------- |
| 1  | APPEND1 Ningyōshi no isan (APPEND1 人形師の遺産)          | 10 janvier 2018 | 978-4-04-893578-4 |
| 2  | APPEND2 Saikōsai no hiru to yoru (APPEND2 彩昂祭の昼と夜) | 10 avril 2018   | 978-4-04-893793-1 |
| 3  | APPEND3                                                   | 10 juin 2022    | 978-4-04-914456-7 |

### Manga
L'adaptation en manga a débuté dans le numéro d'août 2012 du magazine Monthly Comic Dengeki Daioh, paru le 27 juin 2012. Le dernier chapitre est publié dans le numéro de février 2017, sorti le 27 décembre 2016. Le premier volume relié est publié par ASCII Media Works le 15 décembre 2012. La version française est publiée par Kana à partir d'août 2014.

#### Liste des volumes
| no | Japonais          | Japonais          | Français         | Français          |
| no | Date de sortie    | ISBN              | Date de sortie   | ISBN              |
| -- | ----------------- | ----------------- | ---------------- | ----------------- |
| 1  | 15 décembre 2012  | 978-4-04-891279-2 | 22 août 2014     | 978-2-5050-6154-0 |
| 2  | 27 mai 2013       | 978-4-04-891685-1 | 21 novembre 2014 | 978-2-5050-6157-1 |
| 3  | 26 octobre 2013   | 978-4-04-866015-0 | 13 février 2015  | 978-2-5050-6320-9 |
| 4  | 27 mars 2014      | 978-4-04-866393-9 | 7 mai 2015       | 978-2-5050-6224-0 |
| 5  | 27 septembre 2014 | 978-4-04-866834-7 | 28 août 2015     | 978-2-5050-6242-4 |
| 6  | 27 mars 2015      | 978-4-04-869298-4 | 18 mars 2016     | 978-2-5050-6582-1 |
| 7  | 26 septembre 2015 | 978-4-04-865352-7 | 27 avril 2017    | 978-2-5050-6583-8 |
| 8  | 27 avril 2016     | 978-4-04-865740-2 | 18 août 2017     | 978-2-5050-6843-3 |
| 9  | 27 septembre 2016 | 978-4-04-892370-5 | 8 décembre 2017  | 978-2-5050-6977-5 |
| 10 | 27 mars 2017      | 978-4-04-892767-3 | 4 mai 2018       | 978-2-5050-7103-7 |

#### Spin-off
Un Spin-off intitulé Strike the Blood Kochira Saikai Gakuen Chûtô-bu (ストライク・ザ・ブラッド　こちら彩海学園中等部) et réalisé par Ryuryû Akari est paru le 7 août 2020. Il raconte la vie de Nagisa, Kanon et Yukina au collège,.

### Anime
L'adaptation en série télévisée d'animation est annoncée en mars 2013,. Elle est produite par les studios SILVER LINK. et Connect avec une réalisation de Hideyo Yamamoto et un scénario de Hiroyuki Yoshino,. Elle est diffusée sur AT-X du 4 octobre 2013 au 28 mars 2014 et comporte 24 épisodes.
Dans les pays francophones européens, la série est diffusée à la télévision sur J-One. Elle est également diffusée dans de nombreux pays par Crunchyroll.
Le 15 mars 2015, l'éditeur Dengeki Bunko a annoncé qu'un OAV de deux épisodes basé sur une histoire originale du créateur Gakuto Mikumo serait publié d'ici la fin de l'année. Le 14 août 2015, d'autres détails ont été annoncés concernant Strike the Blood: Le Royaume de Valkyria, qui est publié en DVD/Blu-ray les 25 novembre et 23 décembre de la même année.
La production d'une série d'OAV a été annoncée en mai 2016 avec la sortie du 15e volume des light novel. Composée de 4 coffrets comportant chacun 2 épisodes (soit 8 épisodes au total), la série débute par une adaptation du 9e roman. Elle est de nouveau réalisée par Hideyo Yamamoto au sein des studios SILVER LINK. et Connect avec Hiroyuki Yoshino comme scénariste. Les OAV sont sortis entre le 21 novembre 2016 et le 24 mai 2017.
Une troisième saison est annoncée lors du Dengeki Bunko 25th Anniversary & New Work Unveiling Stage en mars 2018. Elle est produite par le même personnel des deux premières saisons mais uniquement au studio d'animation Connect. Les seiyū reprennent également leurs rôles. La série est composée de 10 épisodes répartis dans cinq coffrets Blu-ray/DVD sortis entre le 21 novembre 2016 et le 24 mai 2017,.
Un autre OVA intitulé Strike the Blood: Kieta seisō-hen (消えた聖槍篇) est publié le 29 janvier 2020.
Une quatrième saison, composée de 12 épisodes, commence sa diffusion le 8 avril 2020 et se termine le 30 juin 2021.
La cinquième et dernière saison, intitulée Strike The Blood FINAL est annoncée le 23 juin 2021. Elle est composée de 4 épisodes répartis en deux coffrets de deux épisodes chacun sortis respectivement le 30 mars 2022 et le 29 juillet 2022. Elle adapte le 22e et dernier tome de la série de light novel.

#### Liste des épisodes

##### Saison 1
| No         | Titre français                                    | Titre japonais            | Titre japonais                     | Date de 1re diffusion |
| No         | Titre français                                    | Kanji                     | Rōmaji                             | Date de 1re diffusion |
| ---------- | ------------------------------------------------- | ------------------------- | ---------------------------------- | --------------------- |
| 1          | Le Bras droit du Saint I                          | 聖者の右腕篇I             | Seija no migiude-hen Ichi          | 4 octobre 2013        |
| 2          | Le Bras droit du Saint II                         | 聖者の右腕篇II            | Seija no migiude-hen Ni            | 11 octobre 2013       |
| 3          | Le Bras droit du Saint III                        | 聖者の右腕篇III           | Seija no migiude-hen San           | 18 octobre 2013       |
| 4          | Le Bras droit du Saint IV                         | 聖者の右腕篇IV            | Seija no migiude-hen Yon           | 25 octobre 2013       |
| 5          | Les Chroniques de l'émissaire du roi guerrier I   | 戦王の使者篇I             | Sen'ō no shisha-hen Ichi           | 1er novembre 2013     |
| 6          | Les Chroniques de l'émissaire du roi guerrier II  | 戦王の使者篇II            | Sen'ō no shisha-hen Ni             | 8 novembre 2013       |
| 7          | Les Chroniques de l'émissaire du roi guerrier III | 戦王の使者篇III           | Sen'ō no shisha-hen San            | 15 novembre 2013      |
| 8          | Les Chroniques de l'émissaire du roi guerrier IV  | 戦王の使者篇IV            | Sen'ō no shisha-hen Yon            | 22 novembre 2013      |
| 9          | L'Amphisbène I                                    | 天使炎上篇I               | Tenshi enjō-hen Ichi               | 29 novembre 2013      |
| 10         | L'Amphisbène II                                   | 天使炎上篇II              | Tenshi enjō-hen Ni                 | 6 décembre 2013       |
| 11         | L'Amphisbène III                                  | 天使炎上篇III             | Tenshi enjō-hen San                | 13 décembre 2013      |
| 12         | L'Amphisbène IV                                   | 天使炎上篇IV              | Tenshi enjō-hen Yon                | 20 décembre 2013      |
| 13         | Le Labyrinthe de la Sorcière Bleue I              | 蒼き魔女の迷宮篇I         | Aoki majo no meikyū-hen Ichi       | 10 janvier 2014       |
| 14         | Le Labyrinthe de la Sorcière Bleue II             | 蒼き魔女の迷宮篇II        | Aoki majo no meikyū-hen Ni         | 17 janvier 2014       |
| 15         | Le Labyrinthe de la Sorcière Bleue III            | 蒼き魔女の迷宮篇III       | Aoki majo no meikyū-hen San        | 24 janvier 2014       |
| 16         | Fiesta pour les observatrices I                   | 観測者たちの宴篇I         | Kansokusha-tachi no utage-hen Ichi | 31 janvier 2014       |
| 17         | Fiesta pour les observatrices II                  | 観測者たちの宴篇II        | Kansokusha-tachi no utage-hen Ni   | 7 février 2014        |
| 18         | Fiesta pour les observatrices III                 | 観測者たちの宴篇III       | Kansokusha-tachi no utage-hen San  | 14 février 2014       |
| 19         | Fiesta pour les observatrices IV                  | 観測者たちの宴篇IV        | Kansokusha-tachi no utage-hen Yon  | 21 février 2014       |
| 20         | Le Retour de l'alchimiste I                       | 錬金術師の帰還篇I         | Renkinjutsushi no kikan-hen Ichi   | 28 février 2014       |
| 21         | Le Retour de l'alchimiste II                      | 錬金術師の帰還篇II        | Renkinjutsushi no kikan-hen Ni     | 7 mars 2014           |
| 22         | Le Retour de l'alchimiste III                     | 錬金術師の帰還篇III       | Renkinjutsushi no kikan-hen San    | 14 mars 2014          |
| 23         | L'Empire de l'aube I                              | 暁の帝国篇I               | Akatsuki no teikoku-hen Ichi       | 21 mars 2014          |
| 24         | L'Empire de l'aube II                             | 暁の帝国篇II              | Akatsuki no teikoku-hen Ni         | 28 mars 2014          |
| 25 (OAV 1) | Le Royaume de Valkyria I                          | ヴァルキュリアの王国 前篇 | Varukyuria no ōkoku Zenpen         | 25 novembre 2015      |
| 26 (OAV 2) | Le Royaume de Valkyria II                         | ヴァルキュリアの王国 後篇 | Varukyuria no ōkoku Kōhen          | 23 décembre 2015      |

##### Saison 2
| No     | Titre français                      | Titre japonais     | Titre japonais                | Date de 1re diffusion |
| No     | Titre français                      | Kanji              | Rōmaji                        | Date de 1re diffusion |
| ------ | ----------------------------------- | ------------------ | ----------------------------- | --------------------- |
| 27 (1) | La Chamane Épéiste noire I          | 黒の剣巫篇I        | Kuro no kennagi-hen I         | 23 novembre 2016      |
| 28 (2) | La Chamane Épéiste noire II         | 黒の剣巫篇II       | Kuro no kennagi-hen II        | 23 novembre 2016      |
| 29 (3) | La Chamane Épéiste noire III        | 黒の剣巫篇III      | Kuro no kennagi-hen III       | 23 décembre 2016      |
| 30 (4) | Le Quatrième progéniteur fugitif I  | 逃亡の第四真祖篇I  | Tōbō no Dai yon shinso-hen I  | 23 décembre 2016      |
| 31 (5) | Le Quatrième progéniteur fugitif II | 逃亡の第四真祖篇II | Tōbō no Dai yon shinso-hen II | 29 mars 2017          |
| 32 (6) | Le Chevalier du dieu pécheur I      | 咎神の騎士篇I      | Kyūshin no kishi-hen I        | 29 mars 2017          |
| 33 (7) | Le Chevalier du dieu pécheur II     | 咎神の騎士篇II     | Kyūshin no kishi-hen II       | 24 mai 2017           |
| 34 (8) | Le Chevalier du dieu pécheur III    | 咎神の騎士篇III    | Kyūshin no kishi-hen III      | 24 mai 2017           |

##### Saison 3
| No       | Titre français                       | Titre japonais        | Titre japonais             | Date de 1re diffusion |
| No       | Titre français                       | Kanji                 | Rōmaji                     | Date de 1re diffusion |
| -------- | ------------------------------------ | --------------------- | -------------------------- | --------------------- |
| 35 (1)   | Tartare Rose I                       | タルタロスの薔薇篇I   | Tarutarosu no bara-hen I   | 19 décembre 2018      |
| 36 (2)   | Tartare Rose II                      | タルタロスの薔薇篇II  | Tarutarosu no bara-hen II  | 19 décembre 2018      |
| 37 (3)   | Tartare Rose III                     | タルタロスの薔薇篇III | Tarutarosu no bara-hen III | 27 mars 2019          |
| 38 (4)   | Le Temps de ma vie I                 | 黄金の日々篇I         | Ōgon no hibi-hen I         | 27 mars 2019          |
| 39 (5)   | Le Temps de ma vie II                | 黄金の日々篇II        | Ōgon no hibi-hen II        | 29 mai 2019           |
| 40 (6)   | Le Temps de ma vie III               | 黄金の日々篇III       | Ōgon no hibi-hen III       | 29 mai 2019           |
| 41 (7)   | La Guerre des vampires originels I   | 祖大戦篇I             | Sinso taisen I             | 24 juillet 2019       |
| 42 (8)   | La Guerre des vampires originels II  | 祖大戦篇II            | Sinso taisen II            | 24 juillet 2019       |
| 43 (9)   | La Guerre des vampires originels III | 祖大戦篇III           | Sinso taisen III           | 25 septembre 2019     |
| 44 (10)  | La Guerre des vampires originels IV  | 祖大戦篇IV            | Sinso taisen IV            | 25 septembre 2019     |
| 45 (OAV) | La Disparition de la Lance sacrée    | 消えた聖槍篇          | Kieta seisō-hen            | 29 janvier 2020       |

##### Saison 4
| No      | Titre français                           | Titre japonais              | Titre japonais                             | Date de 1re diffusion |
| No      | Titre français                           | Kanji                       | Rōmaji                                     | Date de 1re diffusion |
| ------- | ---------------------------------------- | --------------------------- | ------------------------------------------ | --------------------- |
| 46 (1)  | La pâleur du mirage I                    | 陽炎の聖騎士篇I             | Kagerō no hijiri kishi-hen I               | 8 avril 2020          |
| 47 (2)  | La pâleur du mirage II                   | 陽炎の聖騎士篇II            | Kagerō no hijiri kishi-hen II              | 8 avril 2020          |
| 48 (3)  | La pâleur du mirage III                  | 陽炎の聖騎士篇III           | Kagerō no hijiri kishi-hen III             | 29 juillet 2020       |
| 49 (4)  | Tournoi dans la nuit du cauchemar I      | 悪夢のナイトトーナメントI   | Akumu no naitotōnamento I                  | 29 juillet 2020       |
| 50 (5)  | Tournoi dans la nuit du cauchemar II     | 悪夢のナイトトーナメントII  | Akumu no naitotōnamento II                 | 9 octobre 2020        |
| 51 (6)  | Tournoi dans la nuit du cauchemar III    | 悪夢のナイトトーナメントIII | Akumu no naitotōnamento III                | 9 octobre 2020        |
| 52 (7)  | Résurrection de la princesse vampire I   | 吸血鬼姫の復活I             | Kyūketsuki hime no fukkatsu I              | 23 décembre 2020      |
| 53 (8)  | Résurrection de la princesse vampire II  | 吸血鬼姫の復活II            | Kyūketsuki hime no fukkatsu II             | 23 décembre 2020      |
| 54 (9)  | Résurrection de la princesse vampire III | 吸血鬼姫の復活III           | Kyūketsuki hime no fukkatsu III            | 26 mars 2021          |
| 55 (10) | Douze bêtes et serviteurs de sang I      | 十二眷獣と血の従者たち篇I   | Jū ni kemono to chi no jūsha-tachi-hen I   | 26 mars 2021          |
| 56 (11) | Douze bêtes et serviteurs de sang II     | 十二眷獣と血の従者たち篇II  | Jū ni kemono to chi no jūsha-tachi-hen II  | 30 juin 2021          |
| 57 (12) | Douze bêtes et serviteurs de sang III    | 十二眷獣と血の従者たち篇III | Jū ni kemono to chi no jūsha-tachi-hen III | 30 juin 2021          |

##### Final
| No     | Titre français                 | Titre japonais | Titre japonais         | Date de 1re diffusion |
| No     | Titre français                 | Kanji          | Rōmaji                 | Date de 1re diffusion |
| ------ | ------------------------------ | -------------- | ---------------------- | --------------------- |
| 58 (1) | Retour triomphal de l'aube I   | 暁の凱旋Ⅰ      | Akatsuki no gaisen I   | 30 mars 2022          |
| 59 (2) | Retour triomphal de l'aube II  | 暁の凱旋Ⅱ      | Akatsuki no gaisen II  | 30 mars 2022          |
| 60 (3) | Retour triomphal de l'aube III | 暁の凱旋Ⅲ      | Akatsuki no gaisen III | 29 juillet 2022       |
| 61 (4) | Retour triomphal de l'aube IV  | 暁の凱旋Ⅳ      | Akatsuki no gaisen IV  | 29 juillet 2022       |

#### Musique
| Générique | Épisodes | Début                                            | Début                                 | Fin                                            | Fin             |
| Générique | Épisodes | Titre                                            | Artiste                               | Titre                                          | Artiste         |
| --------- | -------- | ------------------------------------------------ | ------------------------------------- | ---------------------------------------------- | --------------- |
| Saison 1  | 2 – 12   | Strike the Blood                                 | Kishida Kyōdan & The Akeboshi Rockets | Strike my soul                                 | Yuka Iguchi     |
| Saison 1  | 13 – 24  | Fight 4 Real                                     | Altima                                | Signal                                         | Kanon Wakeshima |
| Saison 1  | OAV      | Little Charm Fang (リトルチャームファング)       | Yuka Iguchi                           | Kimi wa Soleil (君はソレイユ)                  | Kanon Wakeshima |
| Saison 2  | 1 – 8    | Blood on the EDGE                                | Kishida Kyōdan & THE Akeboshi Rockets | Fortune Number 0405 (フォーチュンナンバー0405) | Taneda Risa     |
| Saison 3  | 1 – 10   | Blood and Emotions                               | Kishida Kyōdan & THE Akeboshi Rockets | LOVE STOIC                                     | Taneda Risa     |
| Saison 3  | OAV      | Akatsuki no Kaleido Blood (暁のカレイドブラッド) | Kishida Kyōdan & THE Akeboshi Rockets | Dear My Hero                                   | Taneda Risa     |
| Saison 4  | 1 – 12   | Akatsuki no Kaleido Blood (暁のカレイドブラッド) | Kishida Kyōdan & THE Akeboshi Rockets | Dear My Hero                                   | Taneda Risa     |

### Édition japonaise
Light novel
Strike the Blood
1. 1 2  (ja) Tome 1
2. 1 2  (ja) Tome 2
3. 1 2  (ja) Tome 3
4. 1 2  (ja) Tome 4
5. 1 2  (ja) Tome 5
6. 1 2  (ja) Tome 6
7. 1 2  (ja) Tome 7
8. 1 2  (ja) Tome 8
9. 1 2  (ja) Tome 9
10. 1 2  (ja) Tome 10
11. 1 2  (ja) Tome 11
12. 1 2  (ja) Tome 12
13. 1 2  (ja) Tome 13
14. 1 2  (ja) Tome 14
15. 1 2  (ja) Tome 15
16. 1 2  (ja) Tome 16
17. 1 2  (ja) Tome 17
18. 1 2  (ja) Tome 18
19. 1 2  (ja) Tome 19
20. 1 2  (ja) Tome 20
21. 1 2  (ja) Tome 21
22. 1 2  (ja) Tome 22

Strike the Blood Append (Hors-séries)
1. 1 2  (ja) Tome 01
2. 1 2  (ja) Tome 02
3. 1 2  (ja) Tome 03

Manga
Strike the Blood
1. 1 2  (ja) Tome 1
2. 1 2  (ja) Tome 2
3. 1 2  (ja) Tome 3
4. 1 2  (ja) Tome 4
5. 1 2  (ja) Tome 5
6. 1 2  (ja) Tome 6
7. 1 2  (ja) Tome 7
8. 1 2  (ja) Tome 8
9. 1 2  (ja) Tome 9
10. 1 2  (ja) Tome 10

Strike the Blood Kochira Saikai Gakuen Chûtô-bu (Spin-off)
1. ↑  (ja) Tome 01

### Édition française
Manga
1. 1 2  Tome 1
2. 1 2  Tome 2
3. 1 2  Tome 3
4. 1 2  Tome 4
5. 1 2  Tome 5
6. 1 2  Tome 6
7. 1 2  Tome 7
8. 1 2  Tome 8
9. 1 2  Tome 9
10. 1 2  Tome 10